# Lāthi
Lāthi är en ort i Indien.   Den ligger i distriktet Amreli och delstaten Gujarat, i den västra delen av landet, 1 000 km sydväst om huvudstaden New Delhi. Lāthi ligger 130 meter över havet och antalet invånare är 22 745.
Terrängen runt Lāthi är platt. Runt Lāthi är det tätbefolkat, med 257 invånare per kvadratkilometer. Lāthi är det största samhället i trakten. Trakten runt Lāthi består till största delen av jordbruksmark.